# Johann Christoph Knöffel

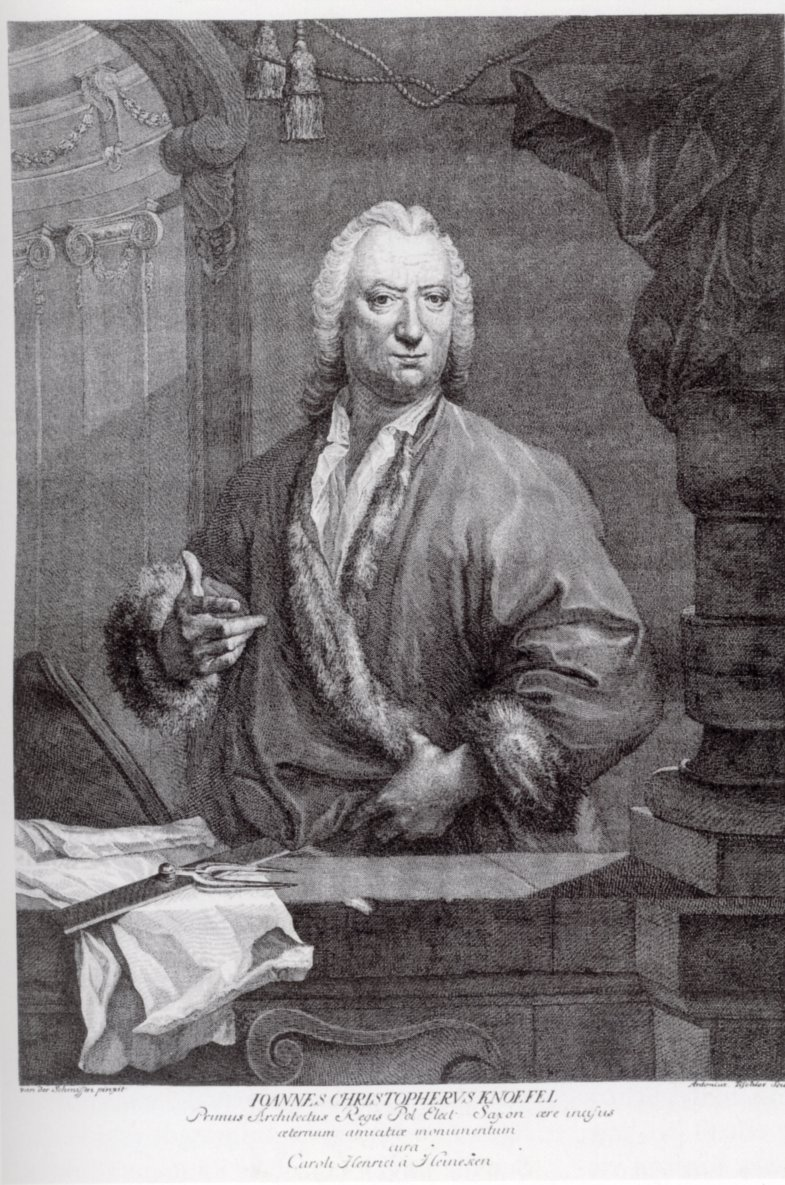
Bildnis Johann Christoph Knöffel von Antonius Tischler

Johann Christoph Knöffel (* 1686 in Oelsa, Kurfürstentum Sachsen; † 10. März 1752 in Dresden) war ein deutscher Architekt und Baumeister. Er gilt als Begründer des Sächsischen Rokoko.

## Leben
Knöffel war der Sohn des unter anderem am Bau der Dresdner Dreikönigskirche beteiligten Maurermeisters Johann Benedikt Knöffel und dessen Ehefrau Anna Maria. Nach nur kurzem Schulbesuch kam Knöffel zu einem Kollegen seines Vaters, Johann Christian Fehre, in die Lehre. Mit 20 Jahren wurde Knöffel 1706 als Geselle der Maurerzunft freigesprochen.
Um 1708 bekam Knöffel eine Anstellung als Kondukteur im Dresdner Oberbauamt; allerdings ohne Bezahlung. Erst zwei Jahre später wurde ihm seiner Befähigung wegen Lohn zugestanden. Seine baupraktischen Kenntnisse und Erfahrungen ergänzte er durch ein intensives autodidaktisches Studium der Architektur.
Knöffels erste selbstständige Arbeit als Architekt war in den Jahren 1719/20 die Konzeption der gesamten Anlage von Schloss Großsedlitz nebst Garten für den Reichsgrafen August Christoph von Wackerbarth, den Generalbauintendanten Augusts des Starken und Dienstvorgesetzten des Dresdner Oberbauamts. Im Jahr 1722 wurde Knöffel zum Landbaumeister befördert und sechs Jahre später avancierte er zum dritten Oberlandbaumeister; neben Zacharias Longuelune und Matthäus Daniel Pöppelmann.
Knöffel führte den von Pöppelmann entwickelten Stil weiter, kombinierte ihn aber mit französischen Elementen des klassizistischen Barock, wie sie Longuelune ab 1713 in Dresden eingeführt hatte. Die zurückhaltende Eleganz und das ästhetische Raffinement der Knöffelschen Lisenenarchitektur korrespondiert zugleich mit dem Rationalismus der Aufklärung und mit der zeitgenössischen Rokokoarchitektur Frankreichs, ebenso die vornehme, klar geordnete Gestaltung von Innenräumen. Als sein Hauptwerk in dieser Hinsicht, und zugleich als erster Rokoko-Bau Dresdens, gilt das 1728–29 für Graf Wackerbarth errichtete Kurländer Palais.
Mit den Jahren wurde Knöffel immer mehr der Assistent von Pöppelmann und als dieser 1734 aus Altersgründen die Leitung des Bauamtes aufgab, auch dessen Nachfolger. Während dieser Zeit war er neben wenigen anderen Auftraggebern hauptsächlich für den sächsischen Premierminister Heinrich Graf von Brühl tätig. Im Auftrag Brühls baute er die Brühlschen Herrlichkeiten auf der Brühlschen Terrasse.
Im Jahr 1738 heiratete Knöffel in Dresden Christine Eleonore Stenger, eine Enkelin seines Vorgängers Pöppelmann. Mit ihr hatte er eine Tochter und einen Sohn.
Als 1745 Jean de Bodt starb, der Nachfolger Wackerbarths als Generalintendant der Zivil- und Militärgebäude, wurde die gesamte Behörde umstrukturiert und modernisiert. Anschließend betraute man Knöffel mit der Leitung dieses neugeschaffenen Hof- und Zivilbauamts, die er bis an sein Lebensende innehatte. 1750 berief man Knöffel zum Akzise-Baudirektor; dieses Amt hatte er bereits seit 1745 als Vertreter von Carl Friedrich Pöppelmann betreut. Knöffel prägte durch seine Entwürfe und Ämter das sogenannte Augusteische Zeitalter entscheidend mit. Als sein letztes Werk in Dresden gilt das Saulsche Haus an der Seegasse.
Knöffel starb 1752 in Dresden und wurde auf dem Johanniskirchhof beigesetzt. Sein Grab ist nicht erhalten. Knöffels Nachfolger wurde 1752 sein Schüler Julius Heinrich Schwarze, der den Bau der Katholischen Hofkirche in Dresden fertigstellte und als Vollender des Sächsischen Rokoko gilt; 1762 baute Schwarze das einstige Wohn- und Mietshaus Knöffels zum Coselpalais um. Auf Schwarze folgte 1776 Friedrich August Krubsacius als Oberlandbaumeister, ein weiterer Knöffel-Schüler; er war seit 1764 Professor für Baukunst an der Kunstakademie Dresden und so wirkte Knöffels baukünstlerisches Erbe auf Krubsacius' zahlreiche Schüler fort. Knöffel war der prägende Architekt der zweiten Phase des Dresdner Barocks, die bis in die letzten Jahrzehnte des 18. Jahrhunderts andauerte.

## Werke (Auswahl)

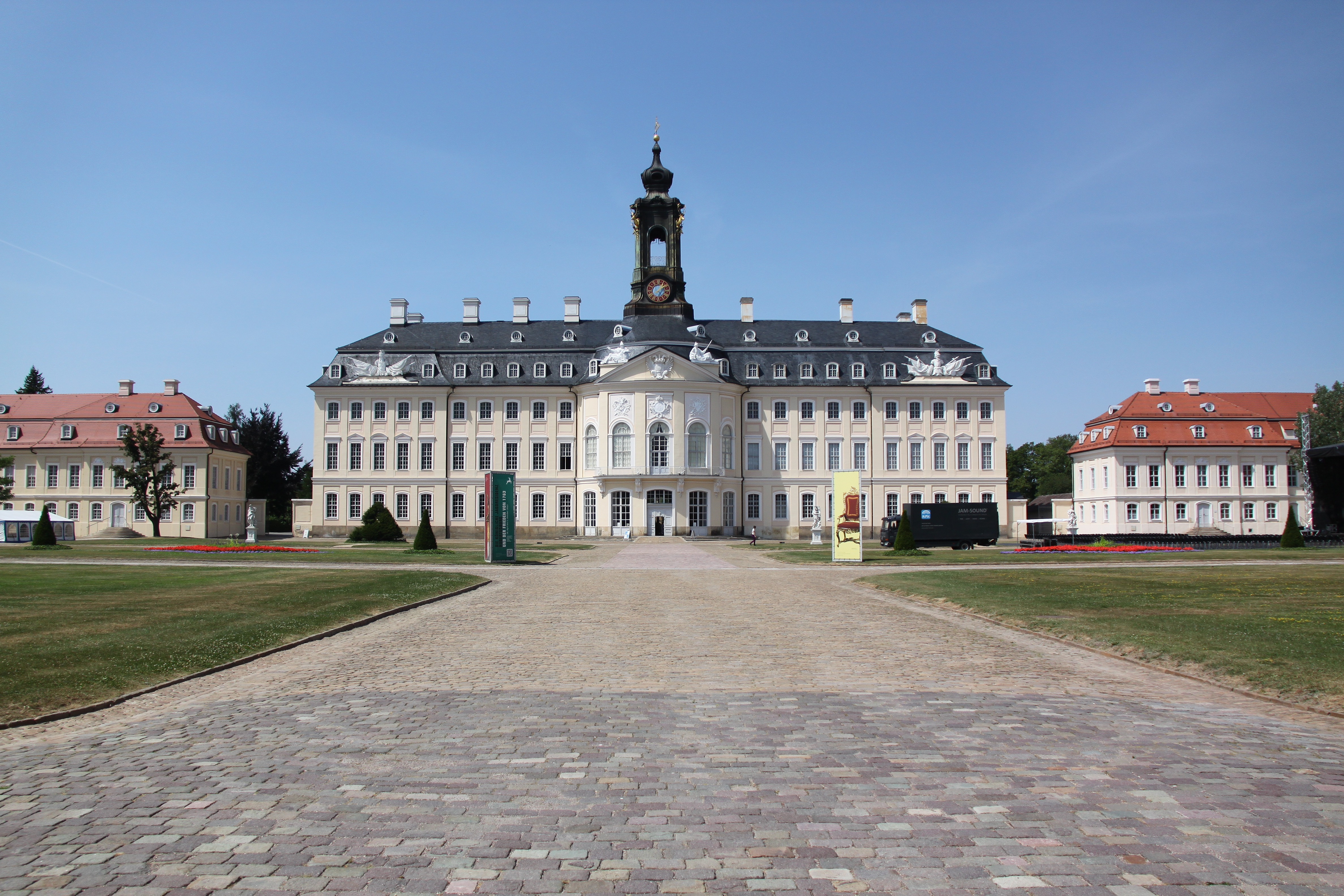
Schloss Hubertusburg

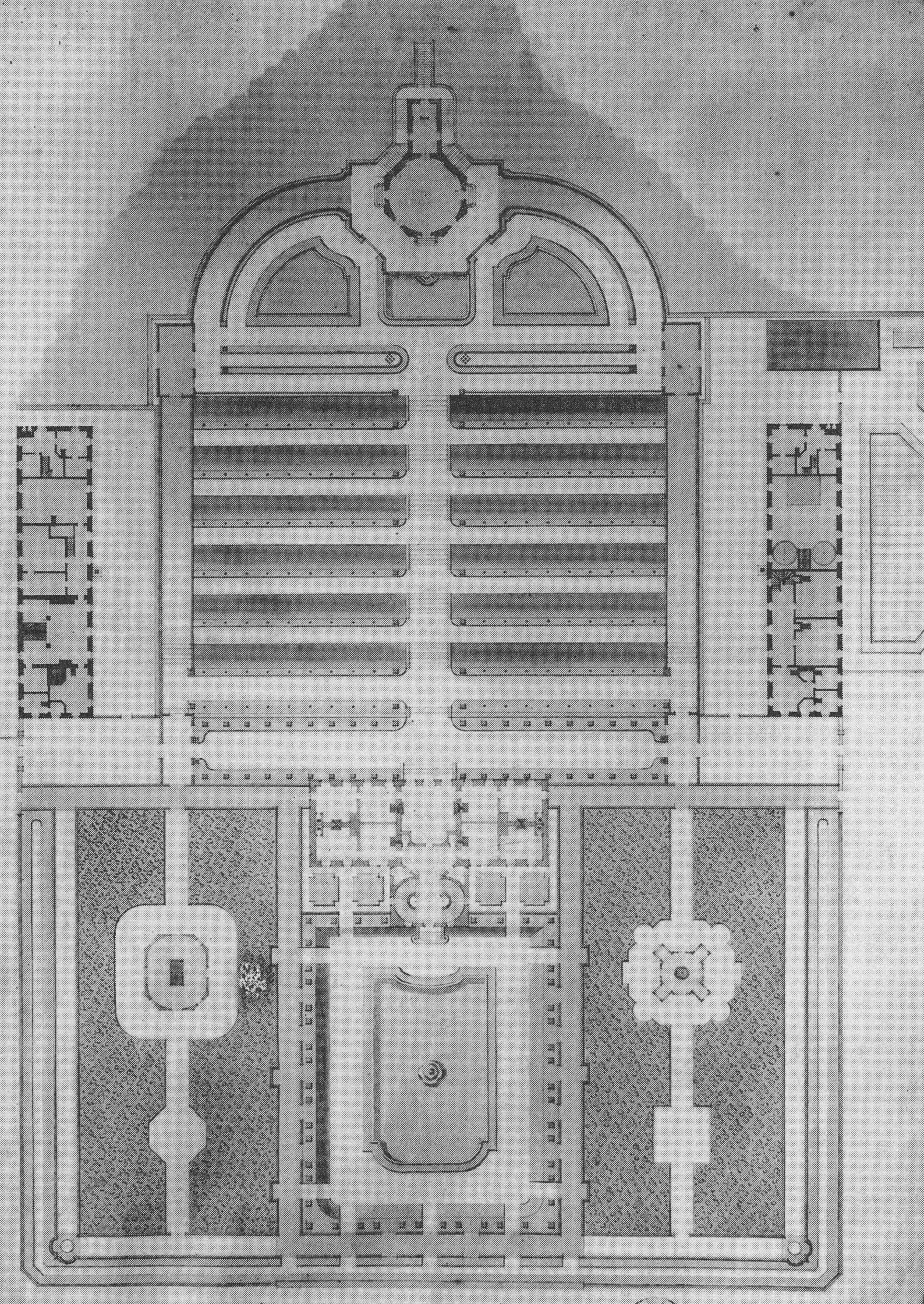
Wackerbarths Ruh, Gartenplan von Knöffel

- 1720–1721: Obere Orangerie im Barockgarten Großsedlitz für Graf Wackerbarth
- 1723–1728: Palais Wackerbarth in der Dresdner Neustadt
- 1721–1731: Barockschloss Rammenau bei Bischofswerda (Knöffel zugeschrieben)
- 1727–1730: Schloss Wackerbarth in der Lößnitz
- ab 1728: Barockschloss und Barockgarten Zabeltitz für Graf Wackerbarth
- 1728/29: Gouvernementshaus in Dresden, späteres Kurländer Palais, für Graf Wackerbarth
- 1736: Villa Cara
- 1738/39 Erdmannsdorfsches Haus
- 1739: Brühlscher Gartenpavillon für Heinrich von Brühl
- 1739–1742: später so bezeichnetes Palais Hoym für Johann Adolph von Brühl
- 1740: Entwurf für das Altstädter Rathaus in Dresden, Bauausführung durch Johann Gottfried Fehre
- 1741–1749: Schloss Pförten
- 1743: Galeriegebäude auf der Brühlschen Terrasse, Dresden
- 1744–1746 Umbau des Johanneum (Dresden)
- 1746–1747: Umbau des Palais Flemming-Sulkowski, Dresden
- 1746: Cäsar- und Knöffelsches Haus
- 1748: Entwurf für eine neue Haube auf dem Hausmanns- oder Königsturm in Merseburg
- 1750: Anlage des Gartens von Schloss Gaußig
- 1750: Umbau und Erweiterung von Pöppelmanns Schloss Nischwitz
- 1751: (möglicherweise) Schloss Neusorge in Mittweida-Zschöppichen (Knöffel zugeschrieben)
- 1752–1753: Saulsches Haus
- Wiederaufbau der Stadt Forst nach dem großen Stadtbrand von 1748 (i. A. von Graf Brühl)
- Rittergut Grochwitz bei Herzberg
- Hubertusburg[3]
- (möglicherweise) Soli-Deo-Gloria-Haus (Knöffel zugeschrieben)
- (möglicherweise) Schloss Wachau (Knöffel zugeschrieben)

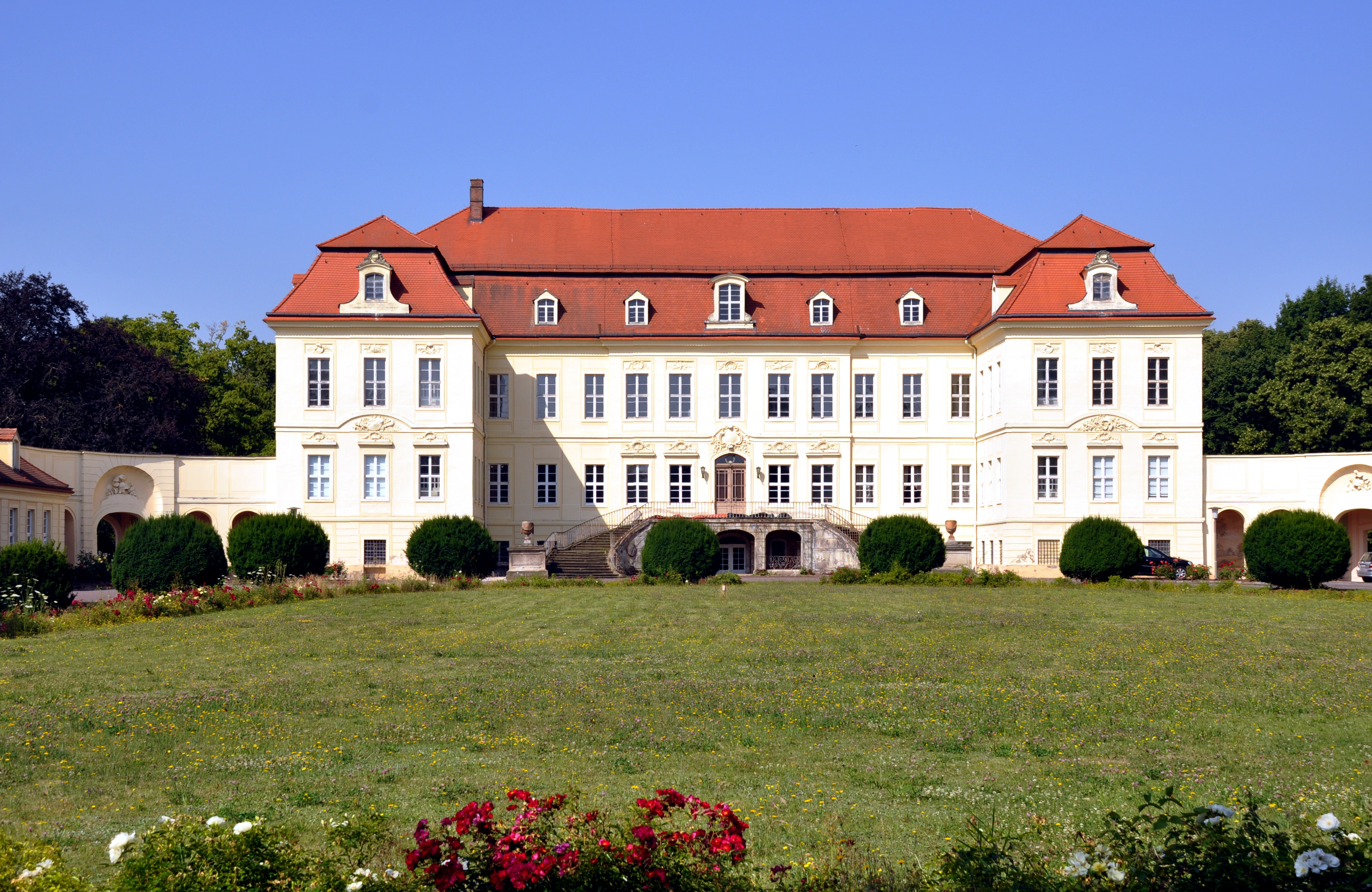
Schloss Nischwitz
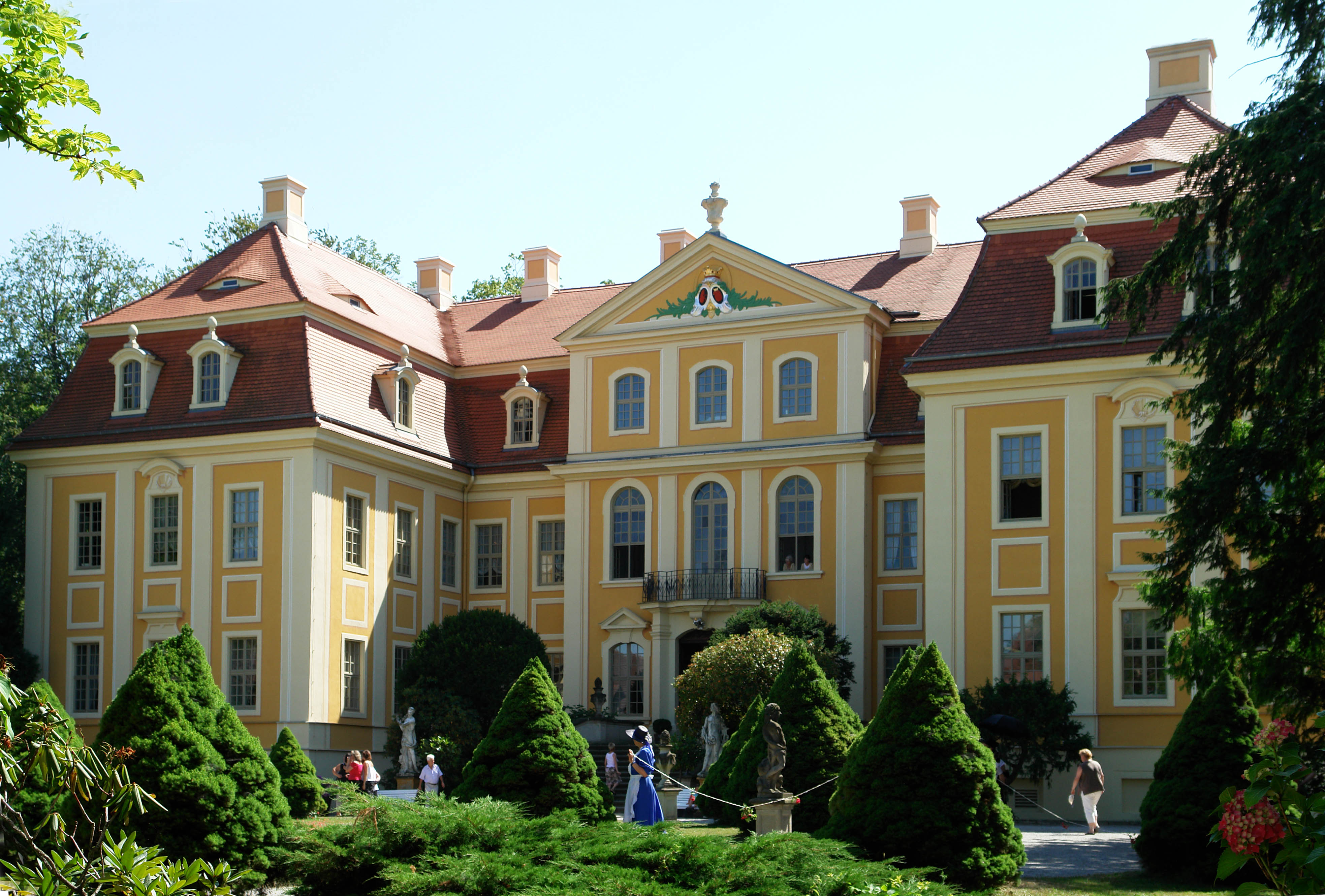
Schloss Rammenau
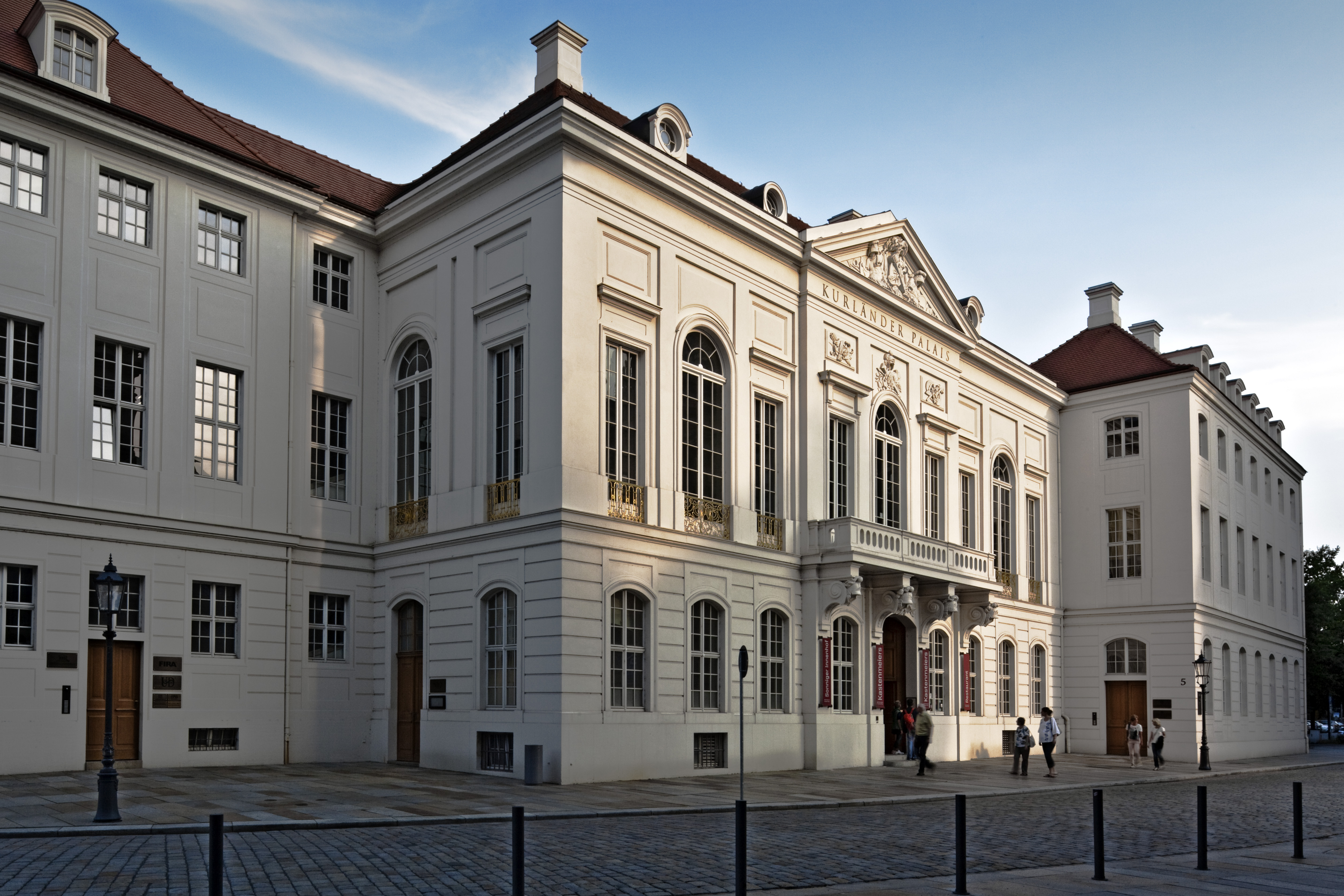
Kurländer Palais
Schloss Wackerbarths Ruhe
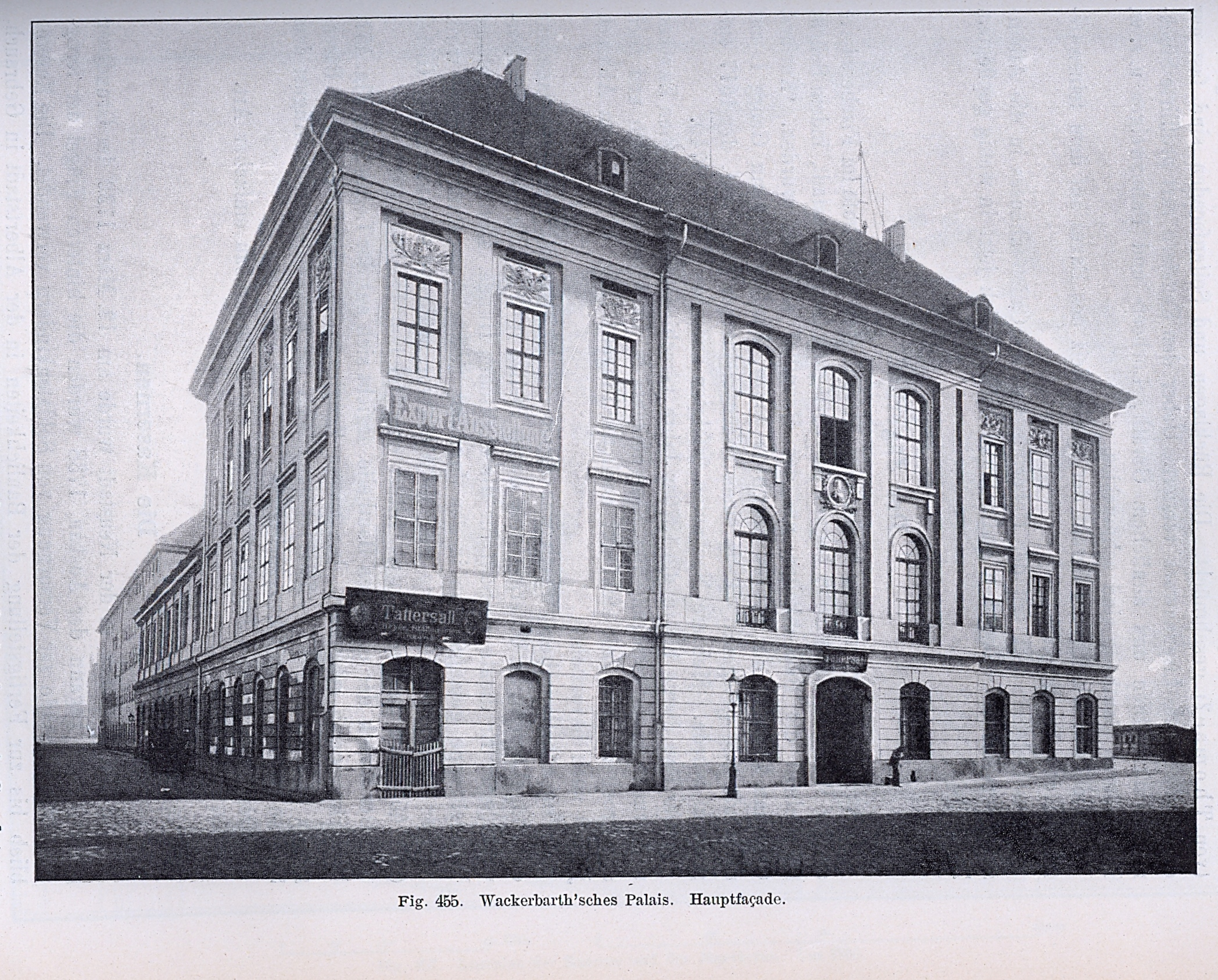
Palais Wackerbarth, Dresden
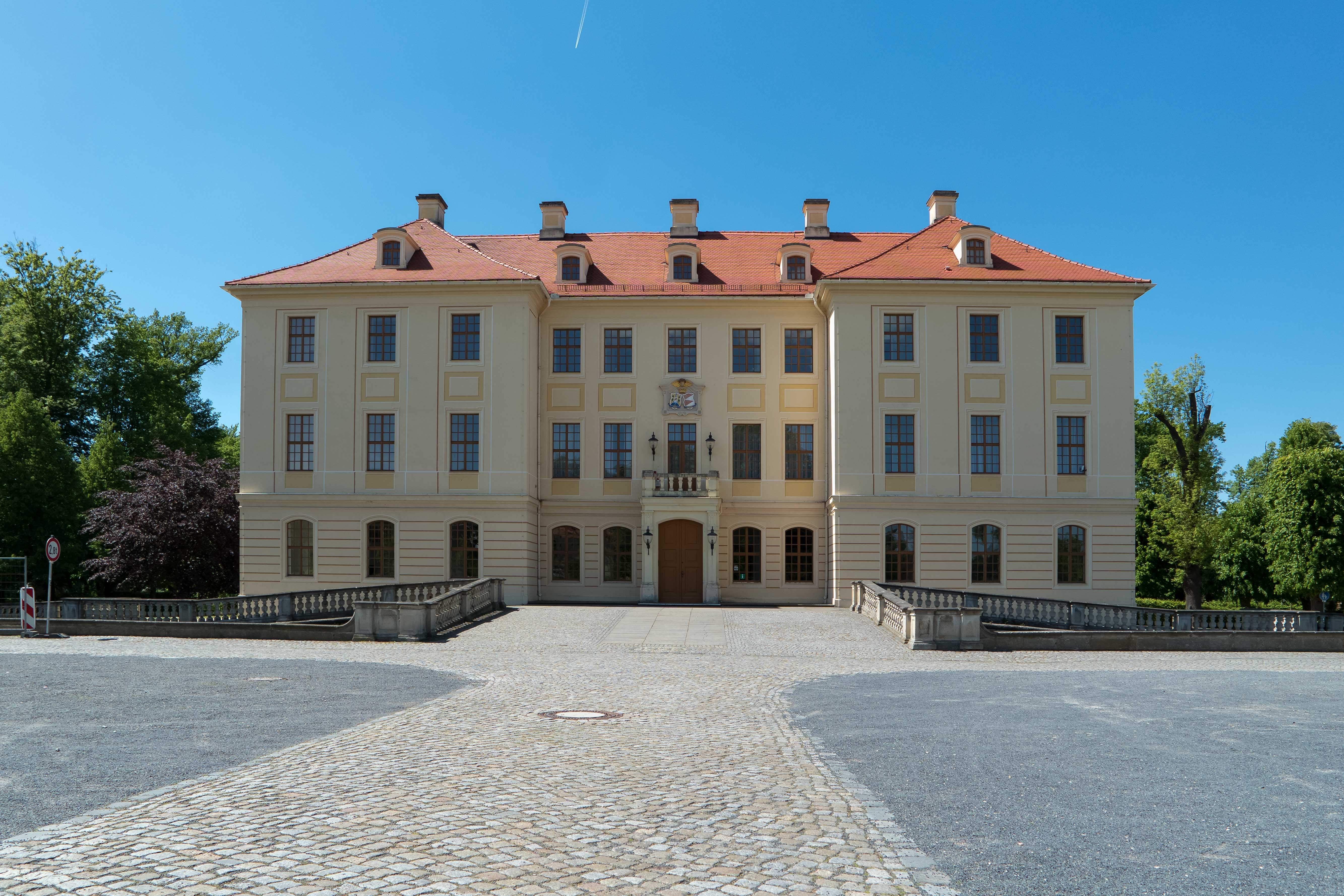
Barockschloss Zabeltitz
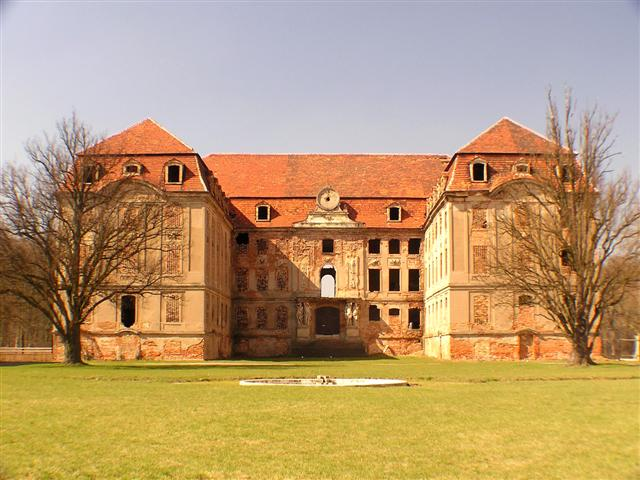
Schloss Pförten
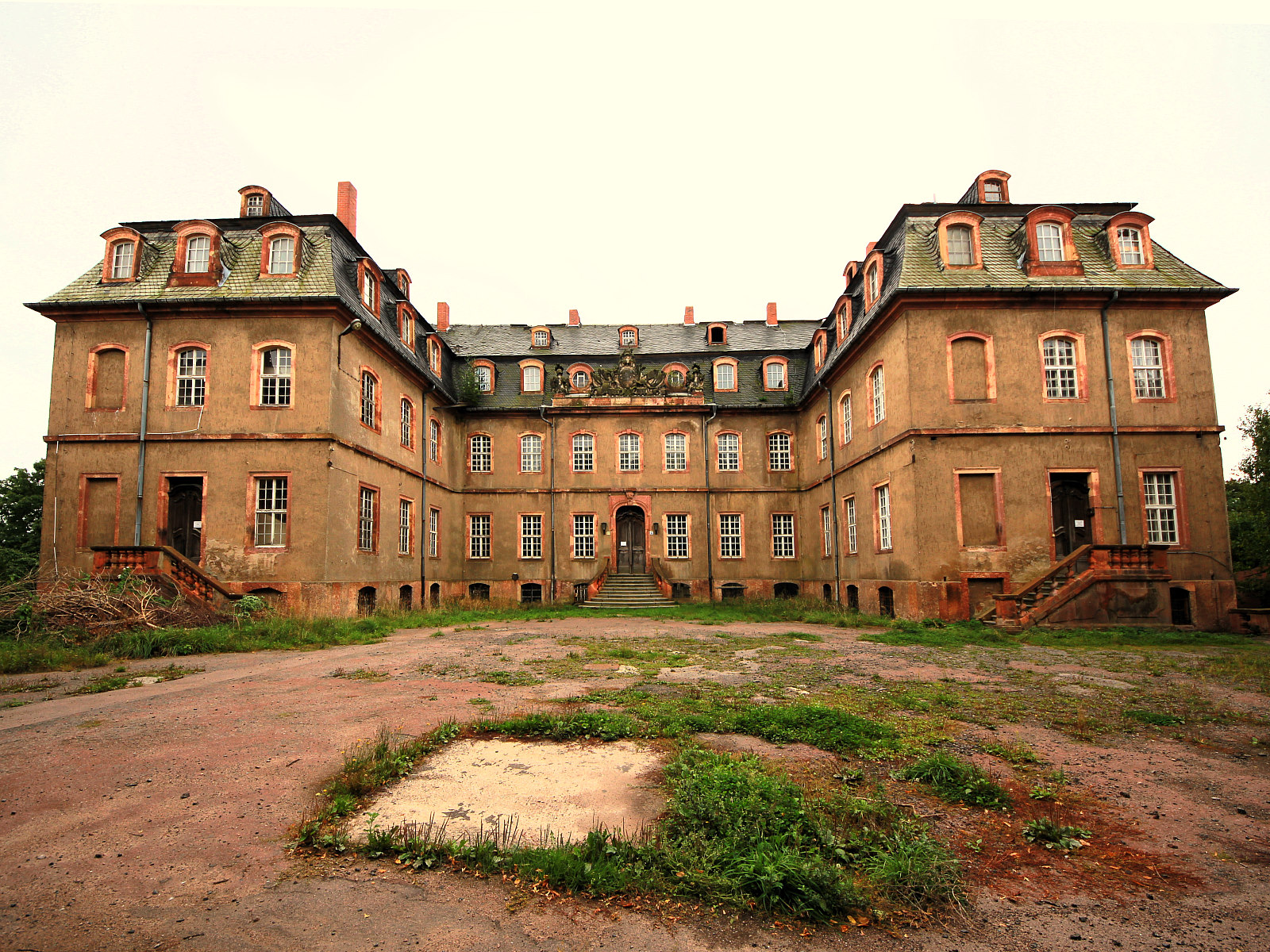
Schloss Neusorge
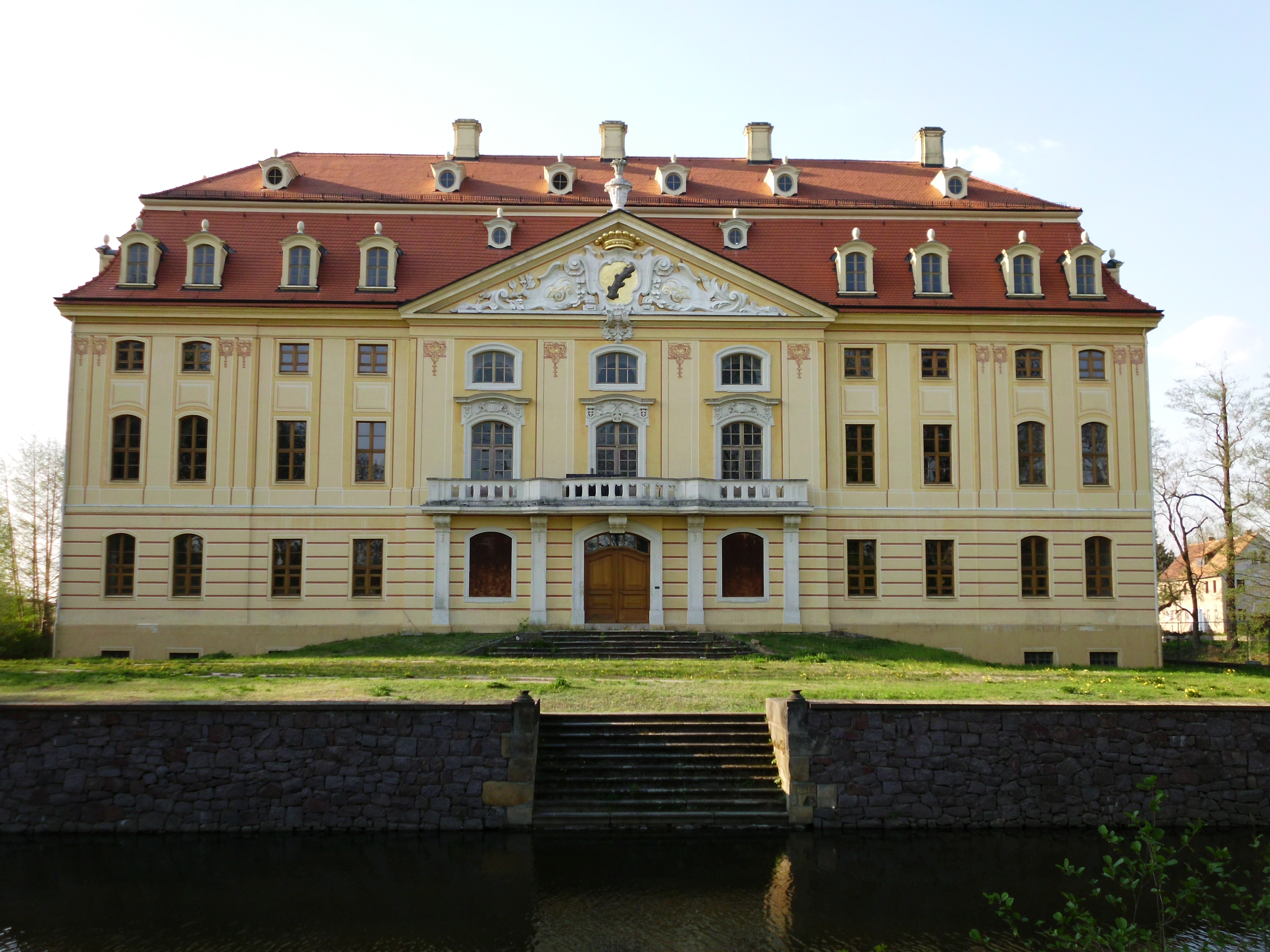
Schloss Wachau
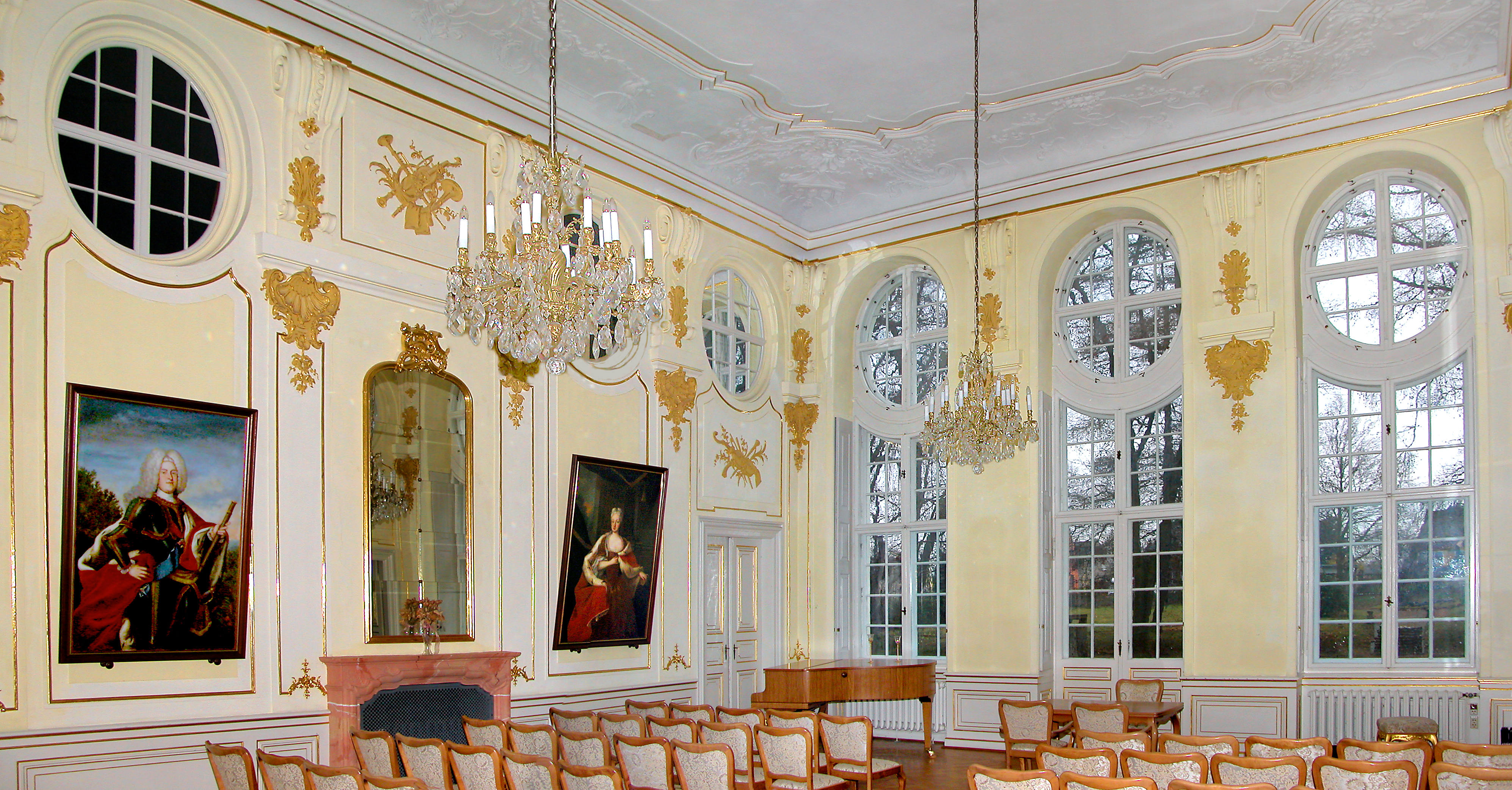
Festsaal im Schloss Oberlichtenau

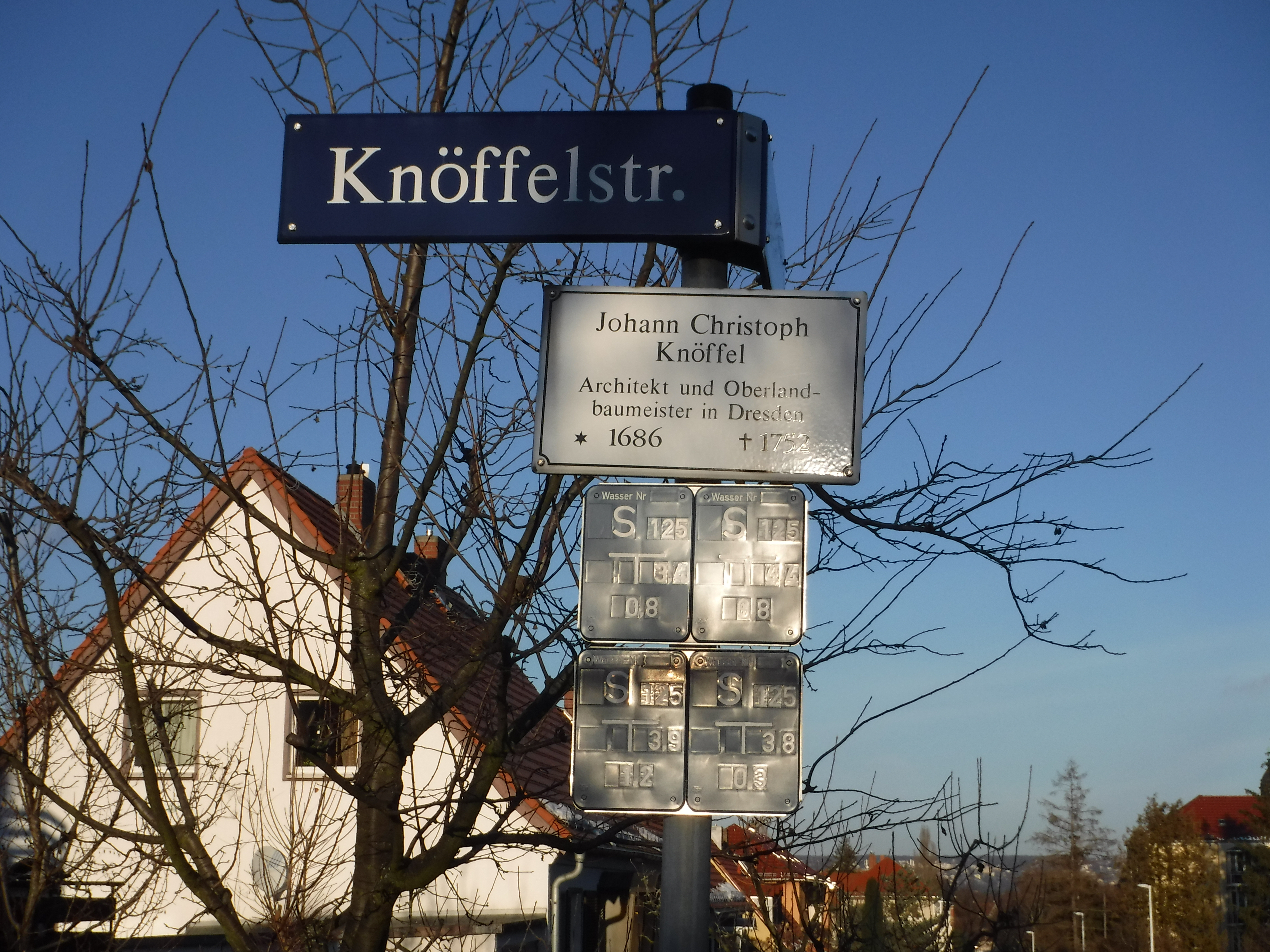
Knöffelstraße, Dresden

## Ehrungen
Die Knöffelstraße in Dresden-Strehlen ist nach Johann Christoph Knöffel benannt.